# Paolo Ventura
Paolo Ventura (* 1. April 1996 in Cavalese) ist ein italienischer Skilangläufer.

## Werdegang
Ventura, der für den C.S.Esercito startet, nahm von 2012 bis 2016 an U18 und U20-Rennen im Alpencup teil. Dabei belegte er in der Saison 2015/16 den neunten Rang in der U20 Gesamtwertung. Bei den Nordischen Junioren-Skiweltmeisterschaften 2016 in Râșnov errang er jeweils den 22. Platz über 15 km Freistil und 10 km klassisch und den sechsten Platz mit der Staffel. Im Dezember 2016 startete er in Valdidentro erstmals im Alpencup und kam dabei auf den 25. Platz über 15 km Freistil und den 11. Rang über 15 km klassisch. Bei den U23-Weltmeisterschaften 2017 in Soldier Hollow lief er auf den 29. Platz im Skiathlon und bei den U23-Weltmeisterschaften 2018 in Goms auf den zehnten Platz im Skiathlon und auf den neunten Rang über 15 km klassisch. In der Saison 2018/19 erreichte er mit drei Top-Zehn-Platzierungen, den 13. Platz in der Gesamtwertung des Alpencups. Im Februar 2019 absolvierte er in Cogne sein erstes Weltcuprennen, das er auf dem 35. Platz über 15 km klassisch beendete. Bei den U23-Weltmeisterschaften 2019 in Lahti belegte er den 22. Platz über 15 km Freistil und den 14. Rang im 30-km-Massenstartrennen. Nach dritten Plätzen im Alpencup jeweils über 15 km klassisch in St. Ulrich am Pillersee und Campra zu Beginn der Saison 2019/20, holte er im 30-km-Massenstartrennen in Pragelato seinen ersten Sieg im Alpencup. Er errang damit den fünften Platz in der Gesamtwertung. Im Februar 2020 nahm er an der Ski Tour teil, die er auf dem 42. Platz beendete. Dabei holte er in Trondheim mit dem 26. Platz bei der Abschlussetappe seine ersten Weltcuppunkte.
In der Saison 2020/21 errang Ventura den 32. Platz bei der Tour de Ski 2021 und den 41. Platz im Skiathlon bei den nordischen Skiweltmeisterschaften in Oberstdorf. In der folgenden Saison lief er bei der Tour de Ski 2021/22 auf den 38. Platz und bei den Olympischen Winterspielen 2022 in Peking jeweils auf den 34. Platz über 15 km klassisch und im Skiathlon sowie auf den 32. Rang im 50-km-Massenstartrennen.

## Siege bei Continental-Cup-Rennen
| Nr. | Datum           | Ort       | Disziplin                   | Serie    |
| --- | --------------- | --------- | --------------------------- | -------- |
| 1.  | 18. Januar 2020 | Pragelato | 30 km klassisch Massenstart | Alpencup |

## Teilnahmen an Weltmeisterschaften und Olympischen Winterspielen

### Olympische Spiele
- 2022 Peking: 32. Platz 50 km Freistil Massenstart, 34. Platz 15 km klassisch, 34. Platz 30 km Skiathlon

### Nordische Skiweltmeisterschaften
- 2021 Oberstdorf: 41. Platz 30 km Skiathlon
- 2023 Planica: 9. Platz Staffel, 23. Platz 15 km Freistil
- 2025 Trondheim: 20. Platz 10 km klassisch, 37. Platz 50 km Freistil Massenstart

## Platzierungen im Weltcup

### Weltcup-Statistik
Die Tabelle zeigt die erreichten Platzierungen im Einzelnen.
- 1.–3. Platz: Anzahl der Podiumsplatzierungen
- Top 10: Anzahl der Platzierungen unter den ersten zehn
- Punkteränge: Anzahl der Platzierungen innerhalb der Punkteränge
- Starts: Anzahl gelaufener Rennen in der jeweiligen Disziplin
- Hinweis: Bei den Distanzrennen erfolgt die Einordnung gemäß FIS.

| Platzierung               | Distanzrennen a | Distanzrennen a | Distanzrennen a | Distanzrennen a | Distanzrennen a | Skiathlon Verfolgung | Sprint | Etappen- rennen b | Gesamt | Team   | Team    |
| Platzierung               | ≤ 5 km          | ≤ 10 km         | ≤ 15 km         | ≤ 30 km         | > 30 km         | Skiathlon Verfolgung | Sprint | Etappen- rennen b | Gesamt | Sprint | Staffel |
| ------------------------- | --------------- | --------------- | --------------- | --------------- | --------------- | -------------------- | ------ | ----------------- | ------ | ------ | ------- |
| 1. Platz                  |                 |                 |                 |                 |                 |                      |        |                   |        |        |         |
| 2. Platz                  |                 |                 |                 |                 |                 |                      |        |                   |        |        |         |
| 3. Platz                  |                 |                 |                 |                 |                 |                      |        |                   |        |        |         |
| Top 10                    |                 |                 |                 |                 |                 |                      |        |                   |        |        | 2       |
| Punkteränge               |                 | 14              | 4               | 11              | 2               | 3                    |        | 5                 | 39     |        | 4       |
| Starts                    |                 | 22              | 17              | 14              | 5               | 15                   | 12     | 6                 | 91     |        | 4       |
| Stand: Saisonende 2024/25 |                 |                 |                 |                 |                 |                      |        |                   |        |        |         |

### Weltcup-Gesamtplatzierungen
| Saison  | Gesamt | Gesamt | Distanz | Distanz |
| Saison  | Punkte | Platz  | Punkte  | Platz   |
| ------- | ------ | ------ | ------- | ------- |
| 2019/20 | 11     | 125.   | 11      | 78.     |
| 2020/21 | 19     | 95.    | 9       | 77.     |
| 2021/22 | 21     | 100.   | 11      | 69.     |
| 2022/23 | 145    | 94.    | 79      | 72.     |
| 2023/24 | 280    | 64.    | 208     | 47.     |
| 2024/25 | 289    | 61.    | 199     | 46.     |